# Bad Windsheim

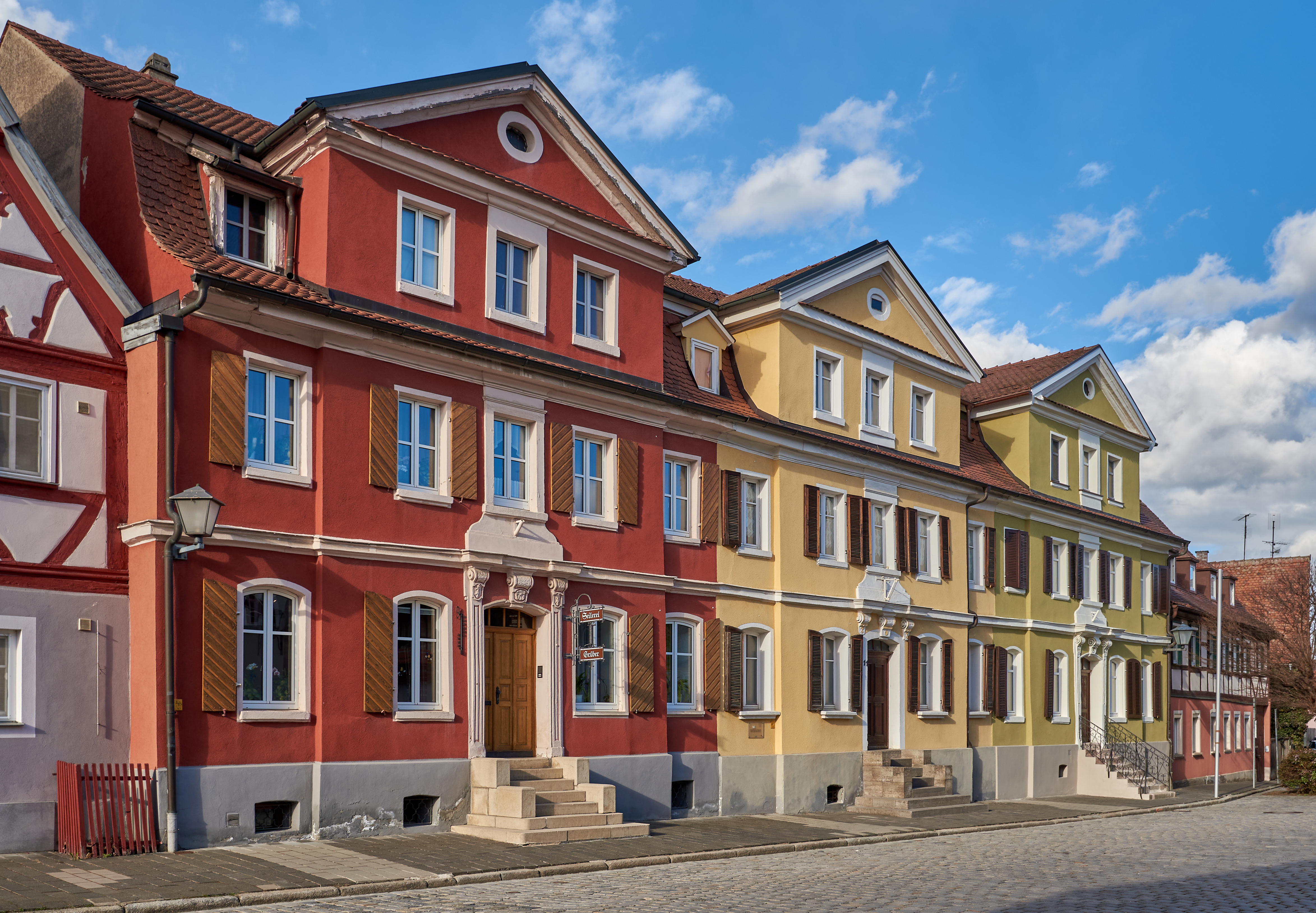
Immeubles à Bad Windsheim, lieu dit seegasse. Mars 2021.

Bad Windsheim est une ville de Bavière en Allemagne, réputée pour son musée de plein air sur la Franconie.

## Personnalités
- Oskar Brenner (1854-1920), philologue, né à Windsheim.